# Pekajangan
Pekajangan is een bestuurslaag in het regentschap Pekalongan van de provincie Midden-Java, Indonesië. Pekajangan telt 9428 inwoners (volkstelling 2010).